# Francisco Varallo
Francisco Antonio Varallo (La Plata, 5 de febrero de 1910-La Plata, 30 de agosto de 2010), también conocido por su seudónimo «Pancho» Varallo, fue un futbolista y entrenador argentino que se desempeñó principalmente en el puesto de delantero.
Comenzó su carrera en el Club de Gimnasia y Esgrima La Plata y posteriormente, se trasladó al Club Atlético Boca Juniors. Obtuvo cuatro títulos de la Primera División de Argentina entre 1929 y 1935 —uno con Gimnasia y Esgrima LP y tres con Boca Juniors—, y mantuvo el récord de máximo goleador de Boca Juniors en la era profesional con 194 goles en 222 partidos oficiales, un récord solo superado por Martín Palermo en 2008.
Además, Varallo se ubica en el puesto 11º entre los máximos goleadores de todos los tiempos de la Primera División Argentina con 216 goles. En 1937, ganó el Campeonato Sudamericano —actual Copa América— con la selección argentina, con la que jugó entre 1930 y 1937. Fue el participante más joven al momento de disputarse la Copa Mundial de Fútbol de 1930, donde representó a su país, y también, el último jugador sobreviviente. Luego de su retiro en 1939, ejerció como entrenador de divisiones inferiores y director técnico de Gimnasia y Esgrima de La Plata en los años de 1950. En 1994, recibió la Orden del Mérito de la FIFA y en 2006, fue distinguido por la Conmebol. Falleció a la edad de 100 años en 2010 en su ciudad natal.

## Biografía

### Infancia y juventud

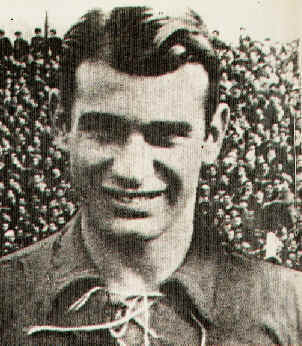
Varallo durante su estadía en Boca Juniors.

Nació el 5 de febrero de 1910 en la localidad de Los Hornos, La Plata, como el tercer hijo de Pedro Varallo y Teresa Yantorno. Apodado «Pancho» por su familia y amigos, desde pequeño fue atraído por el fútbol, deporte en el que se inició a temprana edad en el club Ferro Carril Sud de su ciudad natal. Debutó a los 14 años y, al principio de su carrera, se ganó el apodo de «Cañoncito» por su habilidad con el tiro.
Luego, se incorporó en el puesto de defensor al equipo 12 de Octubre, donde participaban también su padre y sus cuatro tíos. A la edad de 18 años, realizó una prueba para el Club Estudiantes de La Plata donde, a pesar de efectuar doce goles en tres partidos, los directivos de su club no permitieron cederlo.

### Comienzos en Gimnasia La Plata y gira panamericana

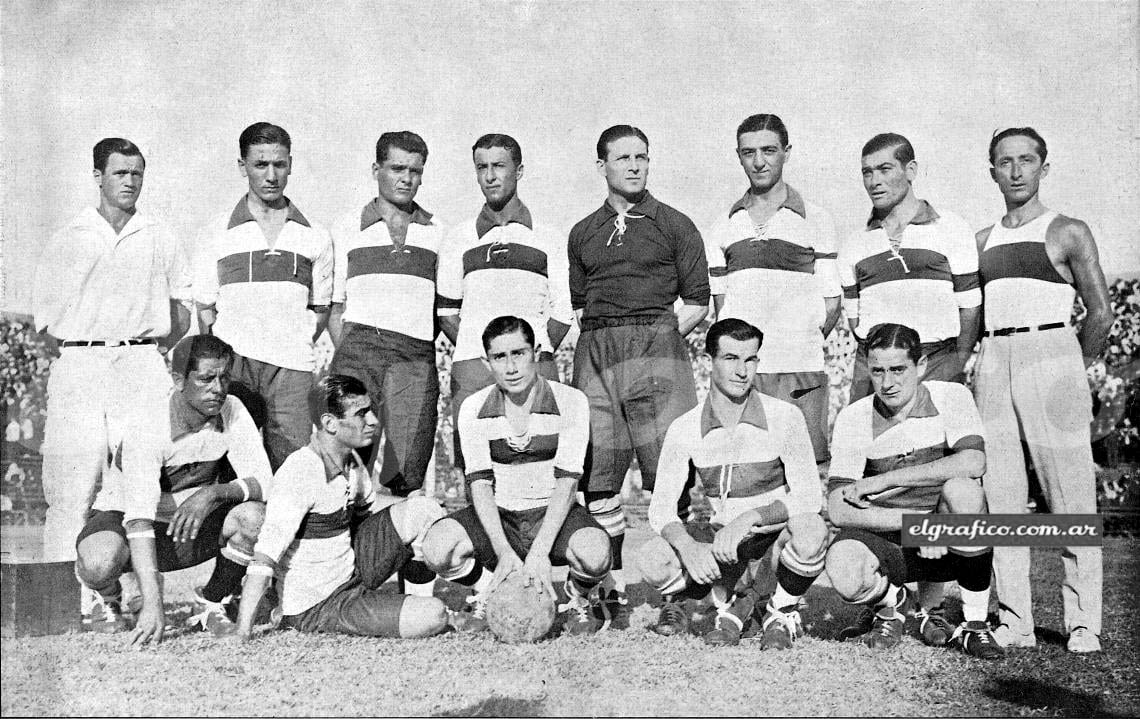
Formación del equipo de Gimnasia de 1929. Varallo (segundo abajo) formó parte de ese equipo campeón de Liga.

En 1928, con 18 años de edad, Varallo se incorporó a Gimnasia y Esgrima La Plata, donde ejerció como defensor, luego como centrocampista y finalmente como delantero. En su primer partido en Tercera División, venció con ocho goles al equipo contrario, que solamente llegó a hacer uno. Beneficiado con esa victoria, a la semana siguiente fue trasladado a la Primera División, donde su desempeñó continuó siendo favorable y su debut durante la temporada de 1929 finalizó con una victoria de 2-1 contra Club Atlético Colegiales.
La final fue disputada entre Gimnasia y Boca, que había ganado anteriormente contra San Lorenzo. Varallo, en esa ocasión de titular, se asoció en el ataque con Miguel Currell, Jesús Díaz, Ismael Morgada y Martín Maleanni, y la victoria fue de 2 a 1 para el «Lobo», el primer título para la carrera de Varallo.
Durante la temporada siguiente, el club Gimnasia llegó a los octavos de final del campeonato con 42 puntos por encima de Chacarita Juniors y Quilmes. Mientras permaneció ahí, Varallo percibió un sueldo de diez pesos por partido.
En 1930, incursionó en una gira panamericana con el Club Atlético Vélez Sarsfield, equipo al que había sido cedido de forma gratuita por Gimnasia y Esgrima. Entre fines de 1930 y principios de 1931, disputó 25 encuentros contra diversos clubes de Chile, Perú, Cuba, México y Estados Unidos. El grupo obtuvo 20 triunfos, 4 empates y 1 derrota, se marcaron 84 tantos y Varallo convirtió 14 goles en dicha gira.

### Copa Mundial de Fútbol de 1930

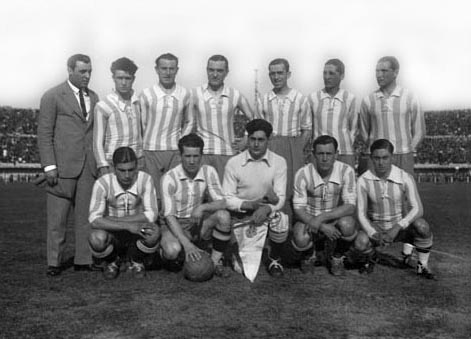
Selección de Argentina antes de comenzar su segundo partido de la Copa Mundial de Fútbol de 1930 contra México. Varallo es el primero de la fila de abajo.

El 15 de julio de 1930, debutó en la primera edición de la Copa Mundial de Fútbol y triunfó ante Francia 1-0. En el segundo partido, con México como rival, anotó uno de los seis goles de su equipo.  Luego, se lesionó ante la selección chilena y no pudo incursionar en la semifinal contra Estados Unidos que Argentina ganó 6-1. Sin embargo, logró reponerse lo suficiente para participar en la final del 30 de julio contra Uruguay, que triunfó frente a la selección argentina. El primer tiempo había sido ganado por Argentina 2-1, mientras que el segundo fue aventajado por Uruguay 4-2. Varallo recordaría años más tarde la hostilidad por parte de la selección y el público uruguayos.
En total, participó en cuatro partidos del Mundial, fue el futbolista más joven al momento de disputarlo y casualmente, se convirtió en el último sobreviviente. Luego de la derrota en la Copa de Fútbol, Varallo jugó en dos partidos amistosos y algunos torneos más pequeños, incluyendo la Copa Juan Mignaburu, que ganó con su selección. Volvió a participar en un torneo continental en 1937 cuando fue convocado para el Campeonato Sudamericano de Fútbol en su país. Su primer partido acabó 2-1 ante Chile y en el segundo, efectuado junto a la selección de Paraguay, Argentina finalizó 6-1 con goles de todo el personal ofensivo (Alejandro Scopelli, Diego García y Alberto Zozaya), excepto Varallo. Luego de una victoria contra Perú, Argentina volvió a perder con Uruguay 2-3 y jugó el último partido de la competición con Brasil. Ambas selecciones finalizaron el tiempo reglamentario 0-0, pero Varallo fue reemplazado por Vicente de la Mata en el minuto '87, lo que permitió realizar dos goles en el tiempo suplementario y, de ese modo, Argentina obtuvo su quinto título internacional.

### Traslado a Boca Juniors

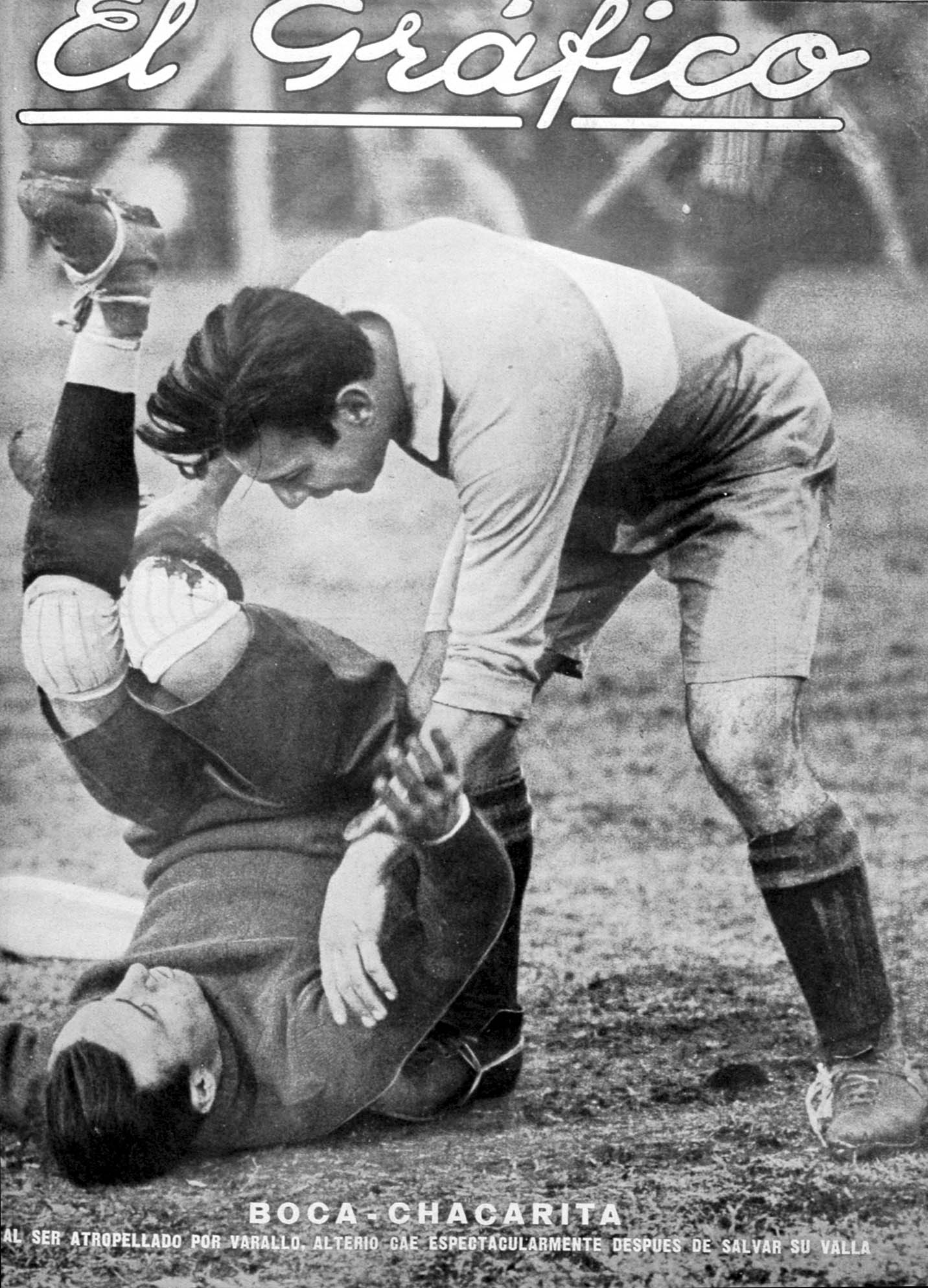
Varallo (parado) en un partido contra Chacarita en 1931.

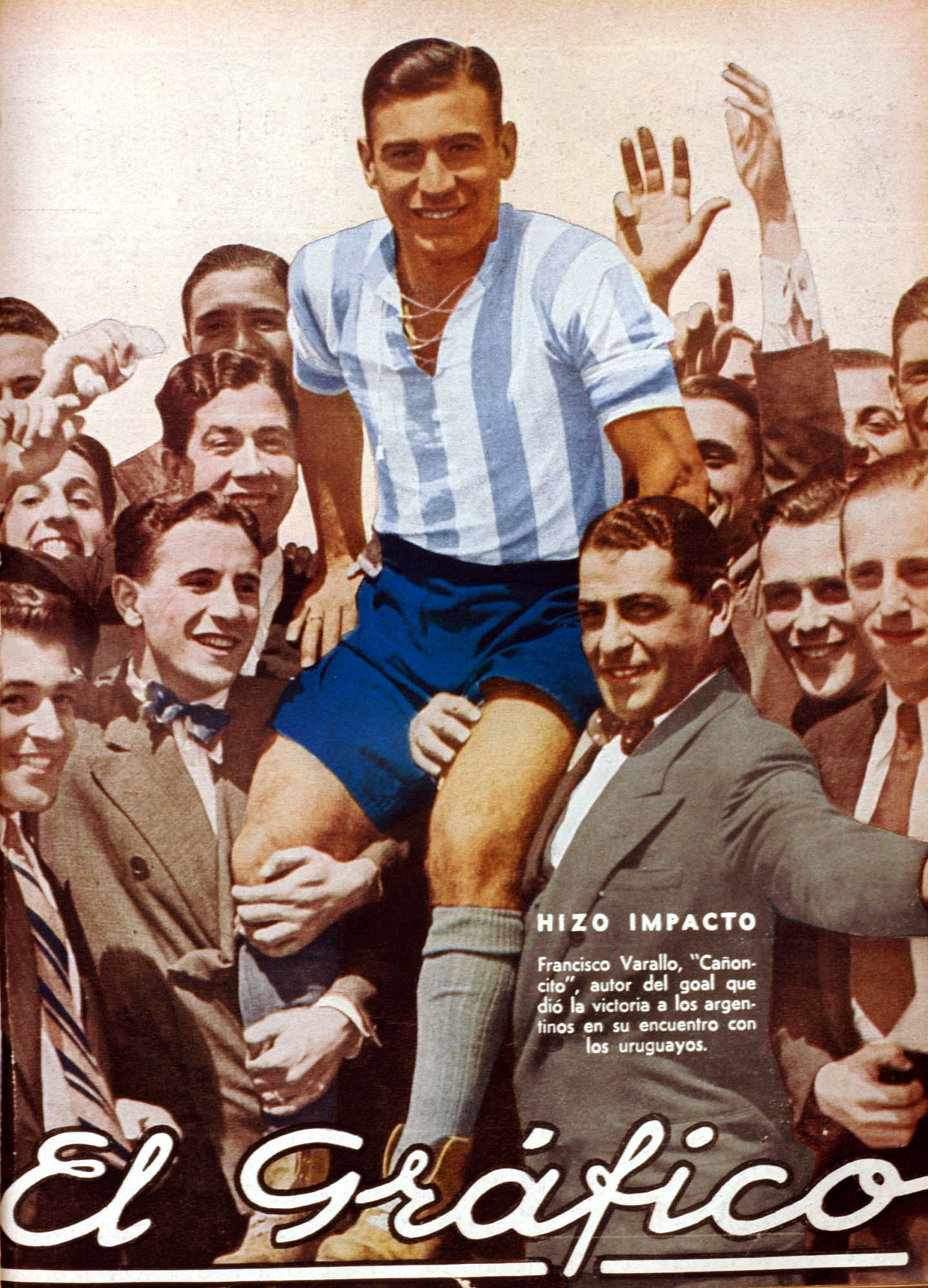
Varallo con la selección de Argentina, en 1933.

Varallo, apodado «Cañoncito» por su baja estatura y condiciones futbolísticas, se integró al reconocido equipo Club Atlético Boca Juniors en 1931 con la ayuda de Roberto Cherro por un salario de 8000 pesos. El futbolista expresó años más tarde: «Yo no quería ir a Boca porque en Gimnasia me habían salvado del servicio militar». Con anterioridad, sin embargo, había recibido propuestas para incorporarse a la Serie A de Italia, en particular a Genoa Cricket & Football Club y Società Sportiva Calcio Napoli, que le ofrecieron 30 000 pesos. Varallo le comunicó la noticia a sus padres, pero su madre al enterarse se puso a llorar y su padre, dudoso, decidió que su hijo firmara el contrato con Boca Juniors. Debutó con el grupo el 31 de mayo de 1931 en un partido con Chacarita que concluyó en un empate y realizó su primer gol recién en el tercer partido que disputó contra Ferro Carril Oeste.

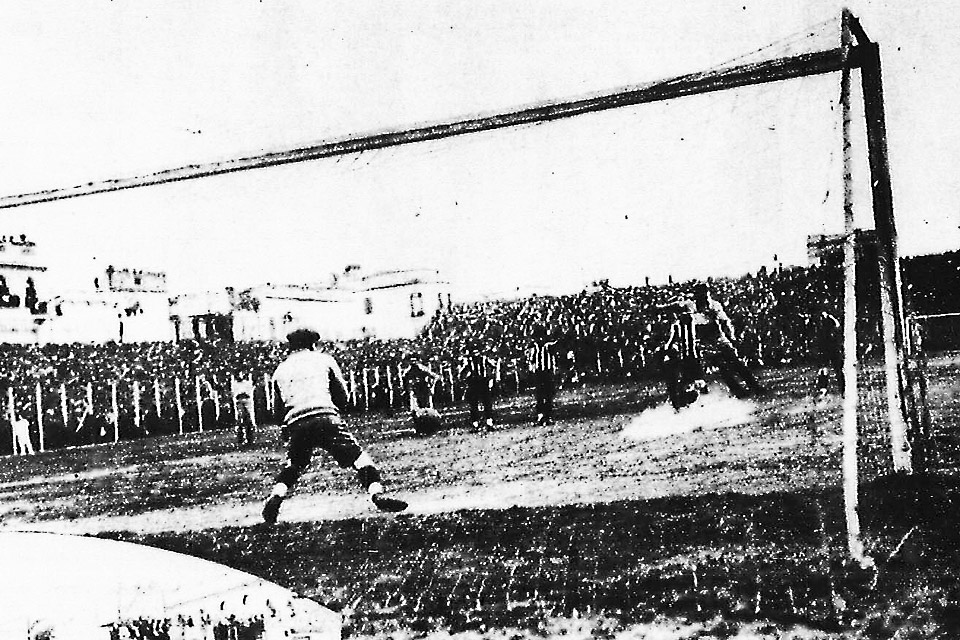
El penal de Varallo contra River, 1931

En septiembre de 1931, durante el Campeonato de Primera División, Boca salió beneficiado con un penal contra River Plate y el árbitro ordenó repetir el penal cuando el arquero Jorge Iribarren detuvo el mismo luego de que Varallo pateara y el balón diera en la esquina del arco. Al repetirlo, generó un gol, motivo por el cual los jugadores de River protestaron ante el árbitro alegando falta e Iribarren decidió expulsar a tres futbolistas que desafiaron su desempeño. Luego de una discusión, el equipo se retiró del estadio en señal de protesta y Boca Juniors ganó por incomparecencia. En la 33ª jornada del campeonato, Varallo obtuvo el primero de los tres títulos ganados por Boca con el triunfo 4-2 a Talleres. Al finalizar la temporada completa, Varallo había anotado 27 goles en 24 partidos y concluyó como el tercer mejor goleador por detrás de los dos jugadores de Estudiantes, Alejandro Scopelli y Alberto Zozaya.
El 4 de octubre de 1931, Boca Juniors disputó un partido contra Gimnasia de La Plata y Varallo realizó cuatro goles de los cinco que se efectuaron en total. En enero de 1932, durante el Campeonato de Primera División de 1931, logró su primer título ante River Plate en el estadio Alvear y Tagle en Recoleta. Por otra parte, también participó en el campeonato del año siguiente y convirtió cuatro goles de un 5-2 en otro partido del mismo superclásico ante Atlanta.
En 1933, logró conseguir el título de máximo goleador del torneo con 34 goles. Boca, asimismo, se vio derrotado en una ocasión por San Lorenzo, que ganó con diferencia de un gol. El equipo también compitió en la Copa de Competencia Jockey Club, donde fue eliminado en los cuartos de final por tres goles de diferencia con Racing y Varallo anotó el primero de los cuatro goles realizados por su equipo. En el transcurso de la competición, el futbolista argentino proporcionó un rendimiento significativo tras un logro de ocho goles en tres partidos, la mayoría obtenidos durante un partido con Chacarita que finalizó 7-1 (seis efectuados por Varallo). Dos meses después, volvió a triunfar ante ellos con un resultado 4-1 y el año finalizó con 34 goles de Varallo en 34 partidos luego de que le efectuara un gol a Uruguay a mediados de diciembre.

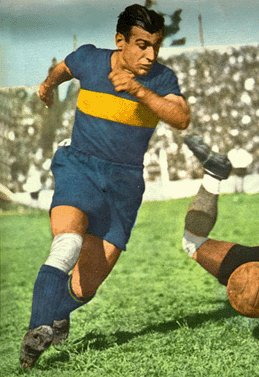
Pancho Varallo.

En 1934, fue parte de 25 partidos en los cuales realizó 18 goles. Durante uno contra Atlanta-Argentinos, convirtió tres goles entre los 18 y 31 minutos del primer tiempo y no pudo participar del segundo debido a una lesión que lo obligó a retirarse. Tras un breve período de inactividad, retornó al fútbol el 16 de diciembre contra Platense, a quien efectuó tres goles de los cinco ejecutados, permitiéndole a Boca Juniors obtener su segundo título profesional gracias a ese triunfo. En 1935, se destacó por cuatro goles contra el club brasileño Botafogo de Futebol e Regatas y una victoria de 3-0 hacia fin de año ante Tigre, que significó su tercer y último título con Boca Juniors. En los diez primeros partidos del torneo de 1935, Varallo marcó 12 goles.
En 1936, Varallo participó de la Copa de Honor Municipalidad de Buenos Aires en doce partidos donde anotó cinco goles, tras lo cual Boca quedó en el puesto tercero detrás de Huracán y San Lorenzo. En la temporada siguiente, se consagró como Campeón Sudamericano con la selección argentina y realizó otros 22 goles en 22 partidos a pesar de tener una lesión en la rodilla derecha.
En 1938, solo participó en un partido del superclásico contra River Plate y cuatro partidos amistosos, pero no fue capaz de anotar ningún gol. En su última temporada como jugador, Varallo solicitó cobrar 20 000 pesos como salario, lo que fue anunciado en el estadio por altoparlantes y el público presente mostró su desaprobación con silbidos. El 5 de noviembre de 1939, anotó su último gol ante River en un partido que finalizó 1-2 y al finalizar el año, había realizado 9 goles en 24 partidos. Su último gol en una competencia profesional fue marcado en diciembre en la Copa Adrián Escobar contra Huracán, tras lo cual se retiró como jugador de fútbol a la temprana edad de 30 años en 1940. A lo largo de la década de 1930, había formado un exitoso trío ofensivo con sus pares Roberto Cherro y Delfín Benítez Cáceres, un tridente de ataque muy eficaz en la historia de Boca Juniors que logró 499 goles durante su permanencia en el equipo.«Delfín Benítez Cáceres». informexeneize.com.ar. Archivado desde el original el 14 de abril de 2005. Consultado el 21 de febrero de 2011.

### Vida posterior
Luego de su retiro como jugador de fútbol, Varallo permaneció como entrenador de las divisiones inferiores de Boca Juniors y fue convocado para ejercer como director técnico de Gimnasia de La Plata entre 1957 y 1959, pero según comentó posteriormente: «No tengo la fuerza de carácter que hay que poseer para esa tarea». Se dedicó a la política como militante del Partido Peronista durante cinco años y, resignado por su labor insatisfactoria como entrenador, estableció una agencia de lotería en la ciudad de La Plata.
En 1994, la FIFA le otorgó la Orden del Mérito, que también había sido asignada al inglés Bobby Robson, Gerd Müller, Franz Beckenbauer, Pelé y Paolo Maldini. Hasta el 6 de marzo de 2008, Varallo mantuvo el récord de mayor goleador de Boca Juniors, pero luego fue desplazado por Martín Palermo cuando produjo un cabezazo contra Atlas (México) mientras disputaban la Copa Libertadores de América en el estadio Alberto J. Armando de La Boca. En ese partido, Boca realizó tres goles, dos de los cuales fueron de Rodrigo Palacio.
En 2006, recibió el premio Jorge Newbery y la Confederación Sudamericana de Fútbol (CONMEBOL) le otorgó la Orden del Mérito «en virtud de sus servicios relevantes a nuestro deporte». El 18 de diciembre de 2008, fue declarado «ciudadano ilustre» de La Plata y una calle situada en el tramo de la avenida 25 fue designada con su nombre. Al borde de su centenario, Varallo bromeó diciendo que tendría que salir del retiro si Martín Palermo superaba su récord de 194 goles profesionales con Boca. El 13 de febrero de 2010, al cumplir 100 años, fue homenajeado con un acto en el Teatro Municipal Coliseo Podestá que contó con la presencia de Julio Grondona. Celebró su centenario en febrero de 2010 en su ciudad natal, cerca de Buenos Aires, recordando la final de 1930 entre su país y Uruguay. En una entrevista concedida a la FIFA para celebrar su cumpleaños, declaró que perder la final contra Uruguay fue su «mayor decepción».

### Fallecimiento
En sus últimos meses, fue ingresado en un asilo de ancianos de la localidad de Villa Elisa debido a una bronquitis agravada por su avanzada edad. Varallo falleció a los 100 años en la madrugada del 30 de agosto de 2010 en un sanatorio de La Plata debido a una complicación respiratoria.
Sus restos fueron velados en la casa funeraria Boccia Hermanos, ubicada en la calle 57, a donde asistieron personalidades como Martín Palermo, Jorge Ameal, Sebastián Battaglia, Julio Grondona, Walter Gisande y Rubén Filipas, y posteriormente, inhumados en la bóveda familiar del cementerio de La Plata. Con motivo de su deceso, tanto el Club Atlético Boca Juniors como el Club de Gimnasia y Esgrima La Plata decretaron un día de duelo y manifestaron su «profundo pesar por el fallecimiento de uno de los máximos ídolos». En la sede de la calle Brandsen 805, se suspendieron todas las actividades del club, aunque el entrenamiento del plantel de Claudio Borghi se mantuvo a puertas cerradas. En el siguiente partido que disputó Boca contra San Lorenzo, se realizó un minuto de silencio en honor a Varallo.

### Participaciones en la Copa del Mundo
| Mundial              | Sede    | Resultado  | Partidos | Goles |
| -------------------- | ------- | ---------- | -------- | ----- |
| Copa Mundial de 1930 | Uruguay | Subcampeón | 4        | 1     |

### Participaciones en la Copa América
| Copa              | Sede      | Resultado |
| ----------------- | --------- | --------- |
| Copa América 1937 | Argentina | Campeón   |

## Valoración e influencia

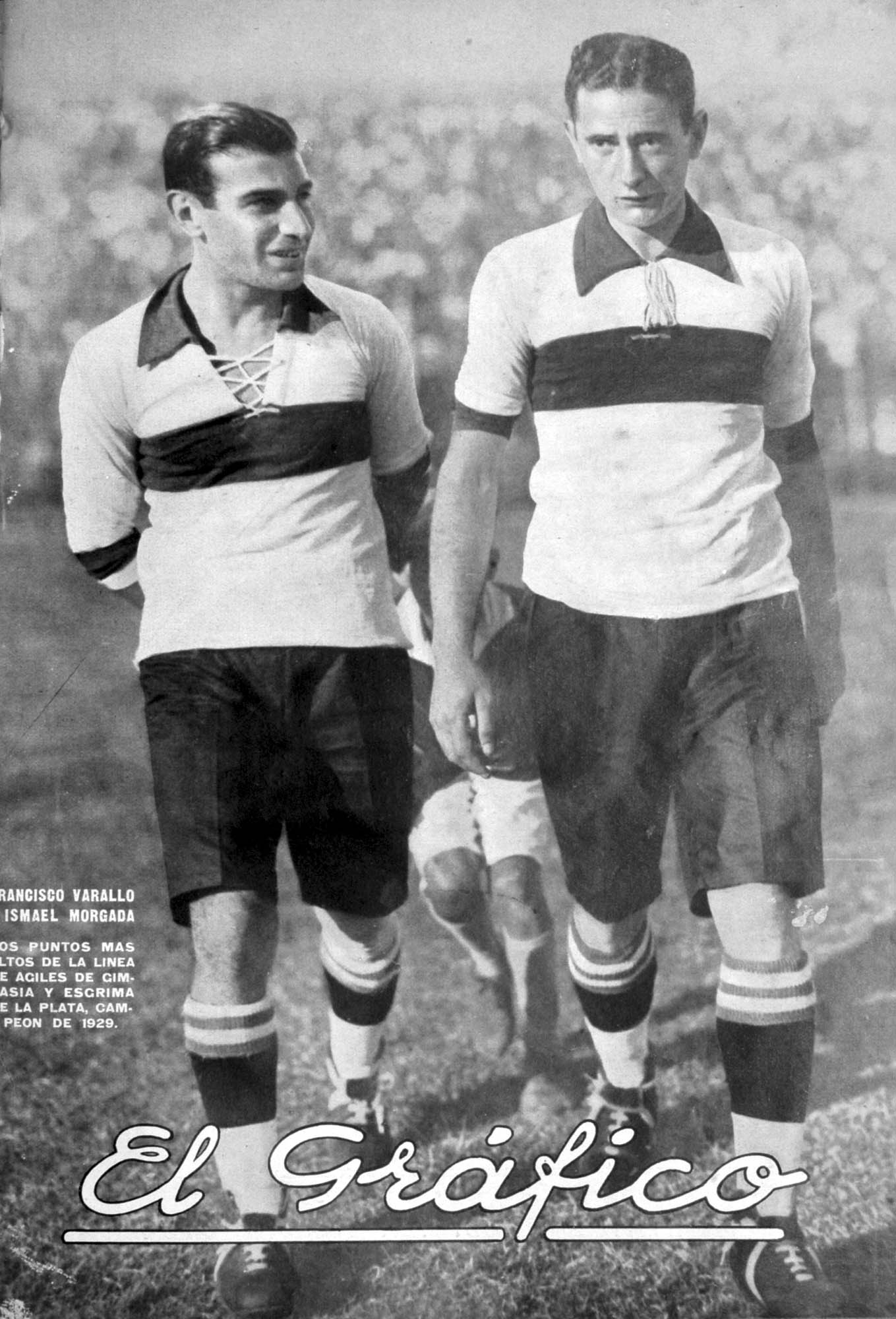
Varallo y Morgada (Gimnasia y Esgrima La Plata) en 1930.

Julio Grondona, presidente de la Asociación del Fútbol Argentino y vicepresidente de la FIFA, expresó durante el homenaje por su centenario: «...será muy justo que los hinchas del fútbol, cualquiera sean sus colores, sepan que usted honra a este deporte, a este juego y a esta pasión», mientras que Joseph Blatter comentó que «Varallo representó dignamente a nuestra familia del fútbol».
Jorge Ameal señaló que «Boca y "Pancho" son el uno para el otro. Los dos desanduvieron el siglo XX y llegaron al siglo XXI cubiertos de gloria y reconocimiento mundial. "Pancho" es un pedazo de la riquísima historia del fútbol y del club en particular».
El diario Crónica en su obituario publicó: «Se fue Pancho Varallo. Era historia viviente. Ahora será leyenda». A lo largo de su trayectoria, llegó a encabezar un total de 236 goles, 194 en torneos locales con Boca Juniors con un promedio de 0.87 por partido, convirtiéndose en el mayor goleador de la historia del equipo hasta 2008. También fue realizador de 31 goles en 38 eventos amistosos y 14 goles en 13 partidos de copas de la época.

### Honores y reconocimientos
- Máximo goleador de 1933 en Argentina y Sudamérica con 34 goles.
- Ganador del Campeonato Sudamericano de 1937 (actual Copa América) para la selección argentina.
- Máximo goleador de Boca Juniors en la era profesional con 194 goles desde 1939 hasta el 6 de marzo de 2008, momento en el que fue alcanzado y superado por Martín Palermo.
- Ganador del Campeonato de la Primera División de Argentina en cuatro ocasiones (1929, 1931, 1934 y 1935).
- Orden del Mérito de la FIFA (1994).
- Orden del Mérito de CONMEBOL (2006).
- Premio Jorge Newbery (2006)
- Ciudadano ilustre de la ciudad de La Plata (2008).
- Último sobreviviente que disputó la Copa Mundial de Fútbol de 1930.[5]
- La ciudad de La Plata nombró a una calle con su nombre, la avenida Francisco Varallo, en el tramo de avenida 25 comprendida entre las calles 32 y 526.[44]
- Homenaje en el Teatro Coliseo Podestá de La Plata en ocasión de su centenario (2010).

## Características técnicas
Atacante ágil, era capaz de introducirse en las defensas gracias a su físico y su buen control de la pelota. A pesar de su baja estatura y su figura endeble, tenía una gran capacidad para lanzar la pelota, característica que le valió el apodo de «Cañoncito». También fue un destacado ejecutor de penales, con 18 concretados de los 22 sancionados a lo largo de su vida.

## Estadísticas
| Gimnasia y Esgrima La Plata Argentina |               |               |     |     |    |     |     |     |
| 1.ª | 1928          | 22            | 5   | -   | -  | 22  | 5   |     |
| 1.ª | 1929          | 17            | 8   | -   | -  | 17  | 8   |     |
| 1.ª | 1930          | 25            | 17  | -   | -  | 25  | 17  |     |
| 1.ª | Total club    | 64            | 30  | 0   | 0  | 64  | 30  |     |
| Boca Juniors Argentina |               |               |     |     |    |     |     |     |
| 1.ª | 1931          | 24            | 27  | -   | -  | 24  | 27  |     |
| 1.ª | 1932          | 27            | 24  | 5   | 2  | 32  | 26  |     |
| 1.ª | 1933          | 34            | 34  | 6   | 11 | 40  | 45  |     |
| 1.ª | 1934          | 25            | 18  | -   | -  | 25  | 18  |     |
| 1.ª | 1935          | 24            | 23  | -   | -  | 24  | 23  |     |
| 1.ª | 1936          | 28            | 23  | -   | -  | 28  | 23  |     |
| 1.ª | 1937          | 22            | 22  | -   | -  | 22  | 22  |     |
| 1.ª | 1938          | 1             | 0   | -   | -  | 1   | 0   |     |
| 1.ª | 1939          | 24            | 9   | 2   | 1  | 26  | 10  |     |
| 1.ª | Total club    | 209           | 180 | 13  | 14 | 222 | 194 |     |
| Total carrera | Total carrera | Total carrera | 273 | 210 | 13 | 14  | 290 | 224 |
| (1) Incluye datos de la Copa Competencia (1932, 1933); Copa Beccar Varela (1932, 1933); Copa Adrián C. Escobar (1939). (2) No incluye goles en partidos amistosos. |               |               |     |     |    |     |     |     |

### Tripletes
| Partidos en los que ha marcado tres goles o más. | Partidos en los que ha marcado tres goles o más. | Partidos en los que ha marcado tres goles o más. | Partidos en los que ha marcado tres goles o más. | Partidos en los que ha marcado tres goles o más. | Partidos en los que ha marcado tres goles o más. | Partidos en los que ha marcado tres goles o más. | Partidos en los que ha marcado tres goles o más. | Partidos en los que ha marcado tres goles o más. |
| N.º                                              | Fecha                                            | Estadio                                          | Equipo                                           | Rival                                            | Goles                                            | Resultado                                        | Competición                                      |                                                  |
| ------------------------------------------------ | ------------------------------------------------ | ------------------------------------------------ | ------------------------------------------------ | ------------------------------------------------ | ------------------------------------------------ | ------------------------------------------------ | ------------------------------------------------ | ------------------------------------------------ |
| 1                                                | 04-10-1931                                       | Brandsen y Del Crucero, Bs. As., Argentina       | Boca Juniors                                     | Gimnasia y Esgrima (LP)                          |                                                  | 5 - 0                                            | Primera División 1931                            |                                                  |
| 2                                                | 29-11-1931                                       | El Gasómetro, Bs. As., Argentina                 | Boca Juniors                                     | Argentinos Juniors                               |                                                  | 0 - 5                                            | Primera División 1931                            |                                                  |
| 3                                                | 13-03-1932                                       | El Gasómetro, Bs. As., Argentina                 | Boca Juniors                                     | CA Atlanta                                       |                                                  | 2 - 5                                            | Primera División 1932                            |                                                  |
| 4                                                | 31-07-1932                                       | La Fortaleza, Lanús, Argentina                   | Boca Juniors                                     | CA Lanús                                         |                                                  | 1 - 3                                            | Primera División 1932                            |                                                  |
| 5                                                | 23-10-1932                                       | Pablo Comelli, Remedios de Escalada, Argentina   | Boca Juniors                                     | Talleres (RE)                                    |                                                  | 1 - 5                                            | Primera División 1932                            |                                                  |
| 6                                                | 13-04-1933                                       | Alvear y Tagle, Bs. As., Argentina               | Boca Juniors                                     | Chacarita Juniors                                |                                                  | 7 - 1                                            | Copa de Competencia de la Liga 1933              |                                                  |
| 7                                                | 28-05-1933                                       | Alvear y Tagle, Bs. As., Argentina               | Boca Juniors                                     | Talleres (RE)                                    |                                                  | 3 - 2                                            | Primera División 1933                            |                                                  |
| 8                                                | 04-06-1933                                       | Brandsen y Del Crucero, Bs. As., Argentina       | Boca Juniors                                     | Chacarita Juniors                                |                                                  | 4 - 1                                            | Primera División 1933                            |                                                  |
| 9                                                | 13-08-1933                                       | Brandsen y Del Crucero, Bs. As., Argentina       | Boca Juniors                                     | Estudiantes (LP)                                 |                                                  | 3 - 2                                            | Primera División 1933                            |                                                  |
| 10                                               | 22-10-1933                                       | Hundbolt 300, Bs. As., Argentina                 | Boca Juniors                                     | Chacarita Juniors                                |                                                  | 1 - 4                                            | Primera División 1933                            |                                                  |
| 11                                               | 11-11-1934                                       | Brandsen y Del Crucero, Bs. As., Argentina       | Boca Juniors                                     | Fusión Atlanta-AAAJ                              |                                                  | 4 - 2                                            | Primera División 1934                            |                                                  |
| 12                                               | 16-12-1934                                       | Brandsen y Del Crucero, Bs. As., Argentina       | Boca Juniors                                     | CA Platense                                      |                                                  | 5 - 1                                            | Primera División 1934                            |                                                  |
| 13                                               | 20-01-1935                                       | São Januário, Río de Janeiro, Brasil             | Boca Juniors                                     | Botafogo                                         |                                                  | 0 - 4                                            | Amistoso                                         |                                                  |
| 14                                               | 05-05-1935                                       | Brandsen y Del Crucero, Bs. As., Argentina       | Boca Juniors                                     | Quilmes AC                                       |                                                  | 5 - 1                                            | Primera División 1935                            |                                                  |
| 15                                               | 20-10-1935                                       | Jorge Luis Hirschi, La Plata, Argentina          | Boca Juniors                                     | Estudiantes (LP)                                 |                                                  | 1 - 5                                            | Primera División 1935                            |                                                  |
| 16                                               | 25-11-1936                                       | El Gasómetro, Bs. As., Argentina                 | Boca Juniors                                     | CA Tigre                                         |                                                  | 1 - 5                                            | Copa Campeonato 1936                             |                                                  |
| 17                                               | 05-12-1936                                       | Brandsen y Del Crucero, Bs. As., Argentina       | Boca Juniors                                     | Argentinos Juniors                               |                                                  | 1 - 5                                            | Copa Campeonato 1936                             |                                                  |
| 18                                               | 18-04-1937                                       | Brandsen y Del Crucero, Bs. As., Argentina       | Boca Juniors                                     | Gimnasia y Esgrima (LP)                          |                                                  | 5 - 1                                            | Primera División 1937                            |                                                  |
| 19                                               | 02-05-1937                                       | Alsina y Colón, Avellaneda, Argentina            | Boca Juniors                                     | Racing Club                                      |                                                  | 3 - 4                                            | Primera División 1937                            |                                                  |
| 20                                               | 09-03-1939                                       | El Gasómetro, Bs. As., Argentina                 | Boca Juniors                                     | CA Atlanta                                       |                                                  | 4 - 4                                            | Amistoso                                         |                                                  |

## Palmarés

### Campeonatos nacionales
| Título           | Equipo        | País      | Año  |
| ---------------- | ------------- | --------- | ---- |
| Primera División | Gimnasia (LP) | Argentina | 1929 |
| Primera División | Boca Juniors  | Argentina | 1931 |
| Primera División | Boca Juniors  | Argentina | 1934 |
| Primera División | Boca Juniors  | Argentina | 1935 |

### Campeonatos internacionales
| Título       | Equipo              | Sede      | Año  |
| ------------ | ------------------- | --------- | ---- |
| Copa América | Selección Argentina | Argentina | 1937 |

### Distinciones individuales
| Distinción                                                         | Año  |
| ------------------------------------------------------------------ | ---- |
| Máximo goleador de la Primera División de Argentina (34 goles)     | 1933 |
| Orden del Mérito de la FIFA                                        | 1994 |
| Orden del Mérito de la FIFA                                        | 1994 |
| Orden del Mérito de CONMEBOL                                       | 2006 |
| Ciudadano ilustre de la ciudad de La Plata                         | 2008 |
| Último sobreviviente que disputó la Copa Mundial de Fútbol de 1930 | 2010 |